# Adenoncos macrantha
Adenoncos macrantha är en orkidéart som beskrevs av Rudolf Schlechter. Adenoncos macrantha ingår i släktet Adenoncos och familjen orkidéer.
Artens utbredningsområde är Sulawesi. Inga underarter finns listade i Catalogue of Life.